# 梅菉窑业工会旧址
梅菉窑业工会旧址，位于中国广东省湛江市吴川市梅菉镇下隔海福盛庙，为吴川市的一个市级文物保护单位，类型为近现代重要史迹及代表性建筑，公布时间为1990年8月。
梅菉窑业工会旧址的历史年代为近代。